# NacNac

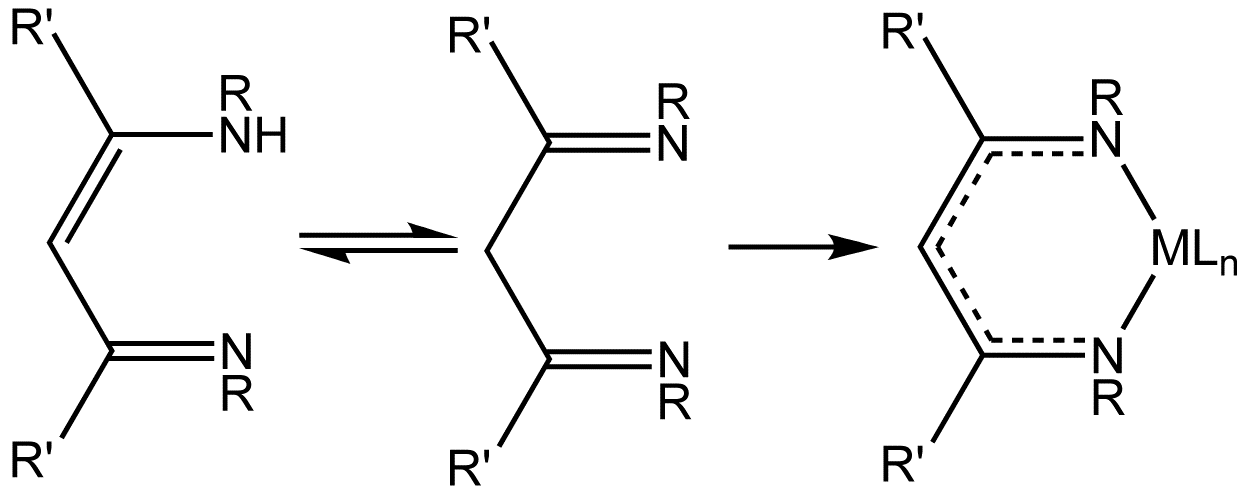
Tautomères d'un précurseur de ligand HNAcNac substitué, et complexe idéalisé (à droite) de sa base conjuguée (M = métal, L = autre ligand).

En chimie de coordination, NacNac est une désignation relative à une classe de ligands bidentates anioniques. Les 1,3-dicétimines sont souvent désignées comme HNacNac, adaptation de l'abréviation Hacac utilisée pour les 1,3-dicétones. Ces espèces peuvent exister comme mélange de tautomères.

## Préparation de ligands et de complexes
L'acétylacétone est les 1,3-dicétones apparentées se condensent avec des alkylamines ou des arylamines primaires en remplaçant les atomes d'oxygène des carbonyles par des groupes NR, où R est un aryle ou un alkyle. La durée de réaction est élevée pour obtenir des 1,3-dicétimines à partir d'amines à substituants volumineux, par exemple à partir de 2,4,6-triméthylanilines. La 2,6-diisopropylaniline est un précurseur volumineux courant.
La déprotonation des composés HNacNac permet d'obtenir des ligands bidentates anioniques formant divers complexes de coordination. Certains dérivés avec de grands groupes R peuvent être utilisés pour stabiliser les complexes de métaux du groupe principal ou de transition à faible valence. Contrairement aux acétylacétonates, les propriétés stériques des atomes de coordination des ligands NacNac sont ajustables en modifiant le substituant R. La liaison à un centre métallique est généralement réalisée à la suite de la déprotonation initiale de HNacNac au n-butyllithium ; le dérivé au lithium est ensuite traité avec un chlorure de métal pour éliminer le chlorure de lithium LiCl. Dans certains cas, les composés HNacNac servent également de ligands 1,3-diimine (en) neutres.

## Ligands apparentés aux NacNac
Les ligands NacNac sont des analogues à diimine (en) des ligands acétylacétonate. Il existe une classe de ligands intermédiaire dérivée de monoiminocétones,.